# Rose Williams
Rose Victoria Williams (Londen, 18 februari 1994) is een Britse actrice. Ze is vooral bekend van haar werk als prinses Claude in Reign en als Charlotte Heywood in Sanditon.

## Filmografie

### Film
| Jaar | Titel                     | Rol            | Opmerkingen |
| ---- | ------------------------- | -------------- | ----------- |
| 2015 | Chicken                   | Lil            |             |
| 2016 | A Quiet Passion           | jonge Vinnie   |             |
| 2016 | Infinite                  | Lily           | Korte film  |
| 2019 | Changeland                | Emma           |             |
| 2021 | The Power                 | Val            |             |
| 2022 | Mrs. Harris Goes to Paris | Pamela Penrose |             |
| 2023 | Locked In                 | Lina           |             |

### Televisie
| Jaar       | Titel                | Rol                    | Opmerkingen                     |
| ---------- | -------------------- | ---------------------- | ------------------------------- |
| 2014       | Casualty             | Imogen Renfrew         | Aflevering: "Unhinged"          |
| 2014–2017  | Reign                | Claude de Valois       | Seizoen 2-4, 50 afleveringen    |
| 2019       | Curfew               | Faith Palladino        | 7 afleveringen                  |
| 2019–heden | Sanditon             | Charlotte Heywood      | Hoofdpersonage, 20 afleveringen |
| 2019       | Medici               | Caterina Sforza Riario | Seizoen 3, 4 afleveringen       |
| 2022       | That Dirty Black Bag | Symone                 | Seizoen 1, 8 afleveringen       |